# Philothermopsis alienigenus
Philothermopsis alienigenus is een keversoort uit de familie dwerghoutkevers (Cerylonidae). De wetenschappelijke naam van de soort werd in 1903 gepubliceerd door Thomas Blackburn.